# Wilhelmus
Wilhelmus van Nassouwe là quốc ca của Hà Lan.
Trong 15 bản stanza, bản 1 & 6 là hai bản chính thức được hát của bài quốc ca Hà Lan. Bản quốc ca này có từ thời ít nhất là năm, là quốc ca có nhạc cổ nhất. Dù "Wilhelmus" không được công nhận là chính thức quốc ca cho đến năm 1932, nó luôn được người dân Hà Lan ưa chuộng và xuất hiện trở lại trong nhiều lần trong quá trình lịch sử Hà Lan trước khi có được vị thế hiện tại. Đây cũng đã là quốc ca của Antilles thuộc Hà Lan từ năm 1954 đến năm 1964.

## Nguyên bản tiếng Hà Lan
1. Wilhelmus van Nassouwe
Ben ik van Duitsen bloed
Den vaderland getrouwe
Blijf ik tot in den dood
Een Prinse van Oranje
Ben ik vrij onverveerd
Den Koning van Hispanje
Heb ik altijd geëerd
2. In Godes vrees te leven
Heb ik altijd betracht
Daarom ben ik verdreven
Om land om luid' gebracht
Maar God zal mij regeren
Als een goed instrument
Dat ik zal wederkeren
In mijnen regiment
3. Lijdt u mijn onderzaten
Die oprecht zijn van aard
God zal u niet verlaten
Al zijt gij nu bezwaard
Die vroom begeert te leven
Bidt God nacht ende dag
Dat hij mij kracht wil geven
Dat ik u helpen mag
4. Lijf en goed al te samen
Heb ik u niet verschoond
Mijn broeders hoog van namen
Hebben 't u ook vertoond
Graaf Adolf is gebleven
In Friesland in den slag
Zijn ziel in 't eeuwig leven
Verwacht den jongsten dag
5. Edel en hoog geboren
Van keizerlijken stam
Een vorst des rijks verkoren
Als een vroom Christenman
Voor Godes woord geprezen
Heb ik vrij onversaagd
Als een held zonder vrezen
Mijn edel bloed gewaagd
6. Mijn schild ende betrouwen
Zijt gij o God mijn Heer
Op u zo wil ik bouwen
Verlaat mij nimmermeer
Dat ik doch vroom mag blijven
Uw dienaar t'aller stond
Die tirannie verdrijven
Die mij mijn hert doorwondt
7. Van al die mij bezwaren
En mijn vervolgers zijn
Mijn God wilt doch bewaren
Den trouwen dienaar dijn
Dat zal mij niet verrassen
In haren bozen moed
Haar handen niet en wassen
In mijn onschuldig bloed
8. Als David moeste vluchten
Voor Saul den tiran
Zo heb ik moeten zuchten
Met menig edelman
Maar God heeft hem verheven
Verlost uit alder nood
Een koninkrijk gegeven
In Israel zeer groot
9. Na 't zuur zal ik ontvangen
Van God mijn Heer dat zoet
Daar na zo doet verlangen
Mijn vorstelijk gemoed
Dat is dat ik mag sterven
Met eren in dat veld
Een eeuwig rijk verwerven
Als een getrouwe held
10. Niet doet mij meer erbarmen
In mijnen wederspoed
Dan dat men ziet verarmen
Des Konings landen goed
Dat u de Spanjaards krenken
O edel Neerland zoet
Als ik daar aan gedenke
Mijn edel hert dat bloedt
11. Als een Prins opgezeten
Met mijner heires kracht
Van den tiran vermeten
Heb ik den slag verwacht
Die bij Maastricht begraven
Bevreesde mijn geweld
Mijn ruiters zag men draven
Zeer moedig door dat veld
12. Zo het den wille des Heren
Op die tijd had geweest
Had ik geern willen keren
Van u dit zwaar tempeest
Maar de Heer van hier boven
Die alle ding regeert
Die men altijd moet loven
En heeft het niet begeerd
13. Zeer prinselijk was gedreven
Mijn prinselijk gemoed
Standvastig is gebleven
Mijn hert in tegenspoed
Den Heer heb ik gebeden
Van mijnes herten grond
Dat hij mijn zaak wil reden
Mijn onschuld doen bekend
14. Oorlof mijn arme schapen
Die zijt in groten nood
Uw herder zal niet slapen
Al zijt gij nu verstrooid!
Tot God wilt u begeven
Zijn heilzaam woord neemt aan
Als vrome Christen leven
't Zal hier naast zijn gedaan
15. Voor God wil ik belijden
En zijner groter macht
Dat ik tot genen tijden
Den Koning heb veracht
Dat dat ik God den Here
Der hoogster Majesteit
Heb moeten obedieren
In der gerechtigheid

## Lời tiếng Việt
1. William xứ Nassau
Là tôi đây, mang trong mình dòng máu Hà Lan.
Tôi thề, sẽ trung thành với Tổ quốc
Cho đến khi từ giã cõi đời.
Hoàng tử xứ Oranje
Là tôi đây, từ nay sẽ không bao giờ cúi đầu
Trước vua Tây Ban Nha
Kẻ mà tôi phải phục tùng.